# Евангелическая народная партия Швейцарии
Евангелическая народная партия Швейцарии — протестантская христианско-демократическая политическая партия Швейцарии.

## История
Партия была основана в 1919 году как Христианско-протестантская партия в кантоне Цюрих. В 1994 году стала называться Евангелическая народная партия. В настоящее время партия представлена в 18 кантонах. Особенно активна в кантонах Берн, Базель-Ланд, Базель-Штадт, Аргау и Цюрих. ЕНПШ занимает социально-консервативные позиции по вопросам наподобие права на аборт, гражданских партнёрств или эвтаназии, но скорее левоцентристские относительно социально-экономических проблем, перераспределения богатств, образования, защиты окружающей среды или иммиграции.

## Политическая позиция
EVP является консервативной в вопросах эвтаназии, абортов, зарегистрированных однополых браков и других типично христианских вопросах, центристской в экономических вопросах и придерживается скорее левоцентристских взглядов в вопросах перераспределения богатства, образования, защиты окружающей среды и иммиграции. Среди прочего, она утверждает, что "привержена защите окружающей среды из чувства ответственности за созидание" и заявляет, что "этические ценности Библии должны быть основой общества".